# Ficus tequendamae
Ficus tequendamae är en mullbärsväxtart som beskrevs av Armando Dugand. Ficus tequendamae ingår i släktet fikonsläktet, och familjen mullbärsväxter. Inga underarter finns listade i Catalogue of Life.